# Dăbnitsa
Dăbnitsa (bulgariska: Дъбница) är ett distrikt i Bulgarien.   Det ligger i kommunen Gărmen och regionen Blagoevgrad, i den sydvästra delen av landet, 130 km söder om huvudstaden Sofia.